# 長良川鉄道ながら3形客車
長良川鉄道ながら3形客車（ながらがわてつどうながら3がたきゃくしゃ）は日本国有鉄道（国鉄）ヨ8000形から2両が改造され、1992年（平成4年）から2003年（平成15年）まで使用された長良川鉄道のトロッコ列車用の客車である。本項ではながら3形と編成を組んで使用された国鉄ヨ6000形改造の長良川鉄道ながら5形客車（ながらがわてつどうながら5がたきゃくしゃ）、国鉄トキ25000形改造の長良川鉄道ながら7形客車（ながらがわてつどうながら7がたきゃくしゃ）についても記載する。

## 概要
国鉄越美南線では、国鉄末期にトロッコ列車が運転されていたが、1986年（昭和61年）12月に第三セクター鉄道である長良川鉄道に転換されて以降は運転が休止されていた。長良川沿いの風光明媚な路線を観光資源として活用するため、国鉄ヨ6000形、ヨ8000形、トキ25000形を購入して改造した5両編成の遊覧式トロッコ列車が導入され、保線用車両を改造したNTB-209形機関車に牽引される形で1992年（平成4年）から運転を開始した。好調な乗車率で運転されていたが、2003年（平成15年）7月21日に脱線事故を起こして運転が休止され、再開されないまま2005年（平成17年）に5両全車が廃車された。
| 形式           | ながら3形   | ながら3形   | ながら5形   | ながら5形             | ながら7形 |
| -------------- | ----------- | ----------- | ----------- | --------------------- | --------- |
| 車両番号       | 3001        | 3002        | 5001        | 5002                  | 7001      |
| 種車           | ヨ8921      | ヨ8214      | ヨ6559      | ヨ6000形 （番号不詳） | トキ26026 |
| 車両定員       | 11人        | 11人        | 16人        | 16人                  | 52人      |
| 自重           | 10.3 t      | 10.3 t      | 9.2 t       | 9.2 t                 | 17.5 t    |
| 全長           | 7,200 mm    | 7,200 mm    | 7,200 mm    | 7,200 mm              | 14,186 mm |
| 車体長         | 6,400 mm    | 6,400 mm    | 6,400 mm    | 6,400 mm              | 13,386 mm |
| 全幅           | 2,660 mm    | 2,660 mm    | 2,680 mm    | 2,680 mm              | 2,685 mm  |
| 車体幅         | 2,622.6 mm  | 2,622.6 mm  | ?           | ?                     | 2,685 mm  |
| 全高           | 4,075 mm    | 4,075 mm    | 3,620 mm    | 3,620 mm              | 3,640 mm  |
| 床面高さ       | 1,135 mm    | 1,135 mm    | ?           | ?                     | 1,200 mm  |
| 台車           | 2段リンク式 | 2段リンク式 | 2段リンク式 | 2段リンク式           | TR213     |
| 車輪径         | 860 mm      | 860 mm      | 860 mm      | 860 mm                | 860 mm    |
| 固定軸距       | 3,900 mm    | 3,900 mm    | 3,900 mm    | 3,900 mm              | 1,650 mm  |
| 台車中心間距離 | -           | -           | -           | -                     | 9,384 mm  |

## 改造内容
車掌車を改造したながら3形、ながら5形は室内に座席をそれぞれ11脚、16脚設置、デッキ部にはシリンダで開閉するドアが設置された。ドアが開いている際に点灯する赤色の車側灯も設けられた。無蓋貨車を改造したながら7形には52脚の座席と屋根が設けられたが、窓などは設けられず、オープン構造となった。妻部には各車間をつなぐ通路が設置された。全車白く塗装され、ピンク、緑、青の帯がまかれた。

## 運用
1992年（平成4年）4月28日からモーターカーを改造したNTB-209形に牽引される 3001（とみか） - 5001（しろとり） - 7001（トロッコ車） - 5002（みのし） - 3002（はちまん）の編成で長良川鉄道越美南線美濃市駅 – 北濃駅間で運転を開始した。NTB-209形は北濃駅では転車台で、美濃市駅では自車に設けられた転向装置で転向した。2003年（平成15年）7月21日に牽引機が脱線事故を起こし、以降運休となった。枕木が劣化していたため犬釘を保持する力が弱まり、当時の長良川鉄道で転向横圧が最大だったNTB-209形が通過した際に横圧を支えきれず、軌間が広がったことが原因とされる。脱線後、NTB-209形の転向装置を活用して復線、安全な場所まで移動している。事故後、トロッコ列車の運転は再開されないまま2004年度にながら3形・5形・7形は全車休車となり、2005年（平成17年）に5両全車が廃車された。

### 雑誌記事
- 『鉄道ピクトリアル』通巻582号「新車年鑑1993年版」（1993年10月・電気車研究会）
  - 藤井信夫、大幡哲海、岸上明彦「各社別車両情勢」 pp. 96-110
  - 長良川鉄道(株) 宮地一二三「長良川鉄道 NTB-209形、ながら3・5・7形（トロッコ列車用）」 pp. 134-135
  - 「車両諸元表」 pp. 184-186
  - 「1992年度車両動向」 pp. 187-209

- 『鉄道ピクトリアル』通巻678号「特集 譲渡車両」（1999年12月・電気車研究会）
  - 鉄道ピクトリアル編集部「現有旅客用譲渡車両一覧」 pp. 62-68

- 『鉄道ピクトリアル』通巻767号「鉄道車両年鑑2005年版」（2005年10月・電気車研究会）
  - 岸上 明彦「2004年度民鉄車両動向」 pp. 116-141

- 『鉄道ピクトリアル』通巻767号「鉄道車両年鑑2006年版」（2006年10月・電気車研究会）
  - 岸上 明彦「2005年度民鉄車両動向」 pp. 118-140
  - 「各社別新造・改造・廃車一覧」 pp. 205-220

### Web資料
- “鉄道事故調査報告書 長良川鉄道株式会社 越美南線福野駅-美並苅安駅間 列車脱線事故” (pdf).  航空・鉄道事故調査委員会 (2004年6月25日). 2017年9月10日閲覧。
- “台車近影 TR213/樽見鉄道うすずみ1形”.   鉄道ホビダス (2006年2月3日). 2017年7月11日閲覧。